# Château de Saint-Cirgues
Le château de Saint-Cirgues-sur-Couze (Puy-de-Dôme) est inscrit à la liste supplémentaire des monuments historiques français depuis 2002.
Dans les années 1980, il a accueilli de nombreuses colonies de vacances ou stages sportifs. Un incendie l'a ravagé le 28 mars 1990 : toitures et corps de bâtiment en particulier. La commune de Saint-Cirgues-sur-Couze entreprend actuellement des travaux de réhabilitation.

## Galerie

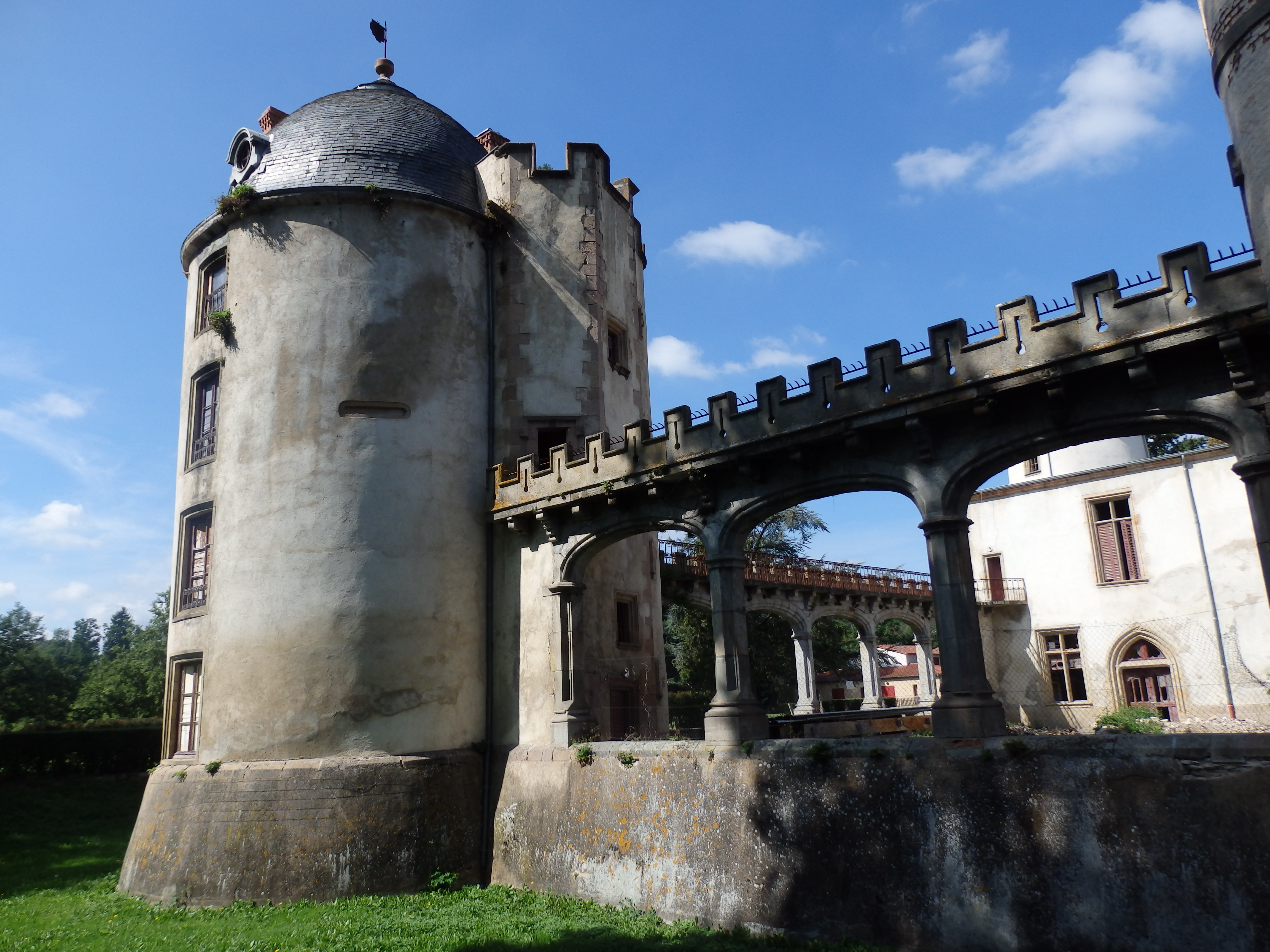
Le chemin de ronde et la tour droite.
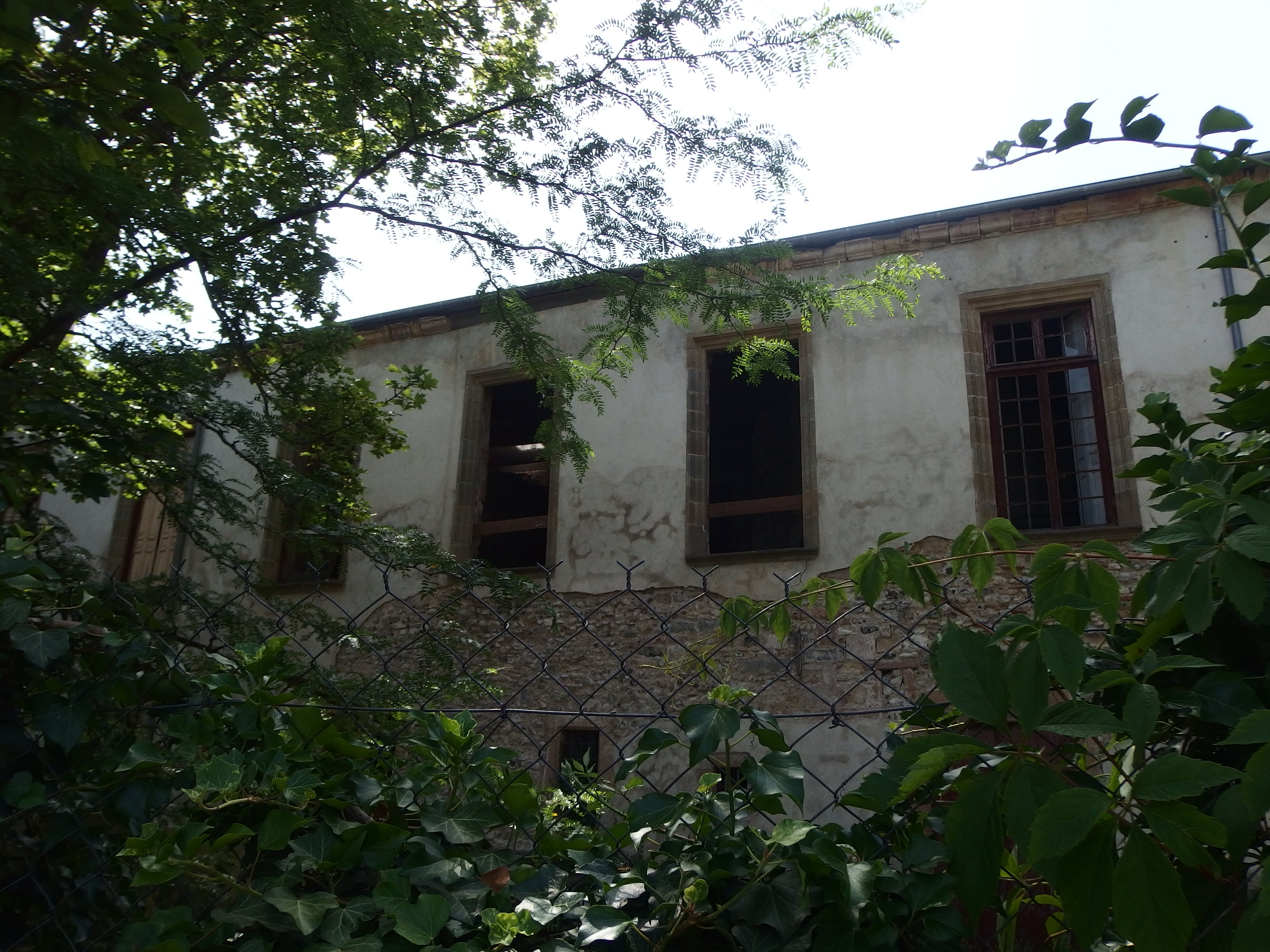
Arrière du château incendié.
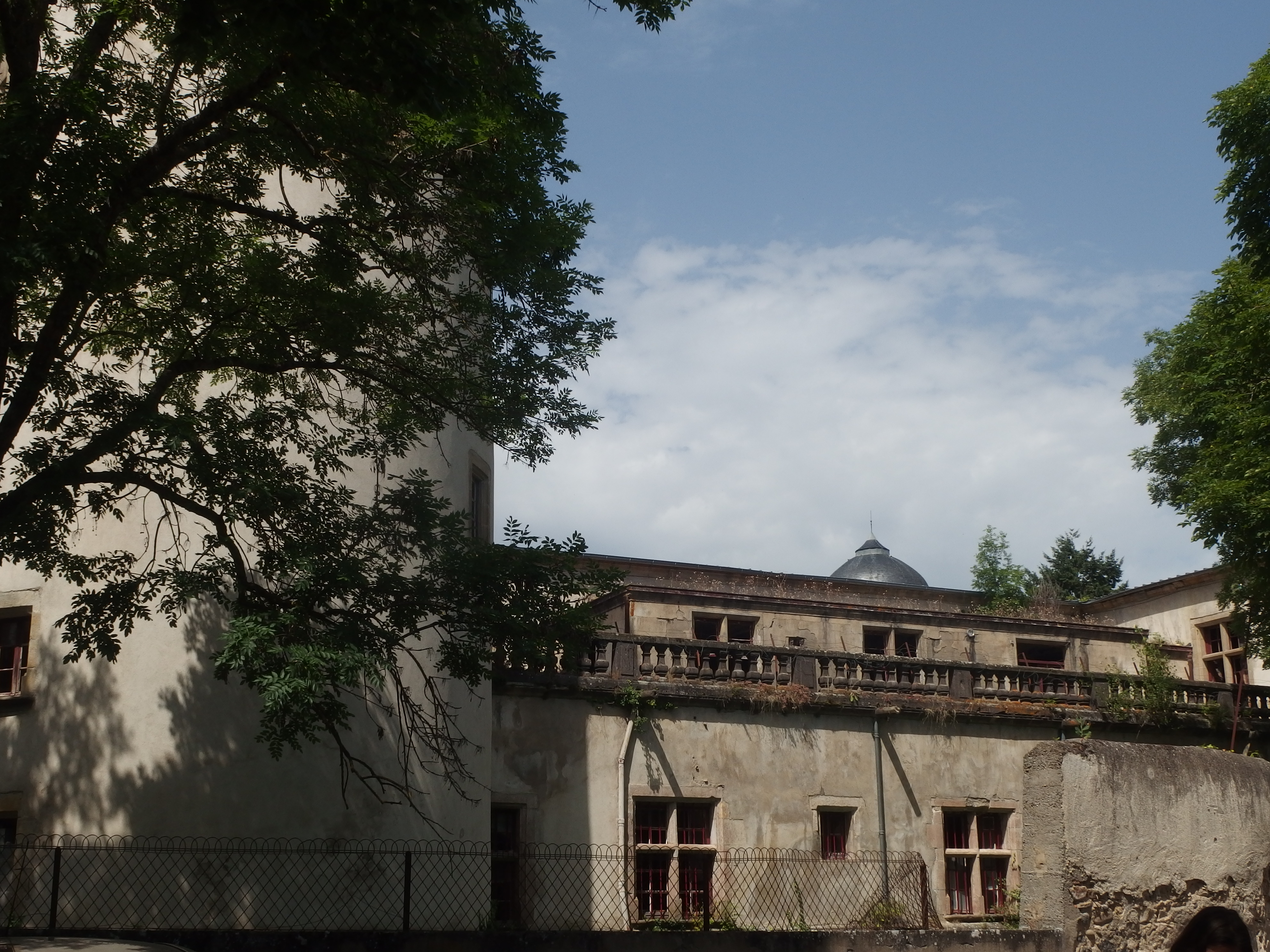
Les terrasses côté droit du château.
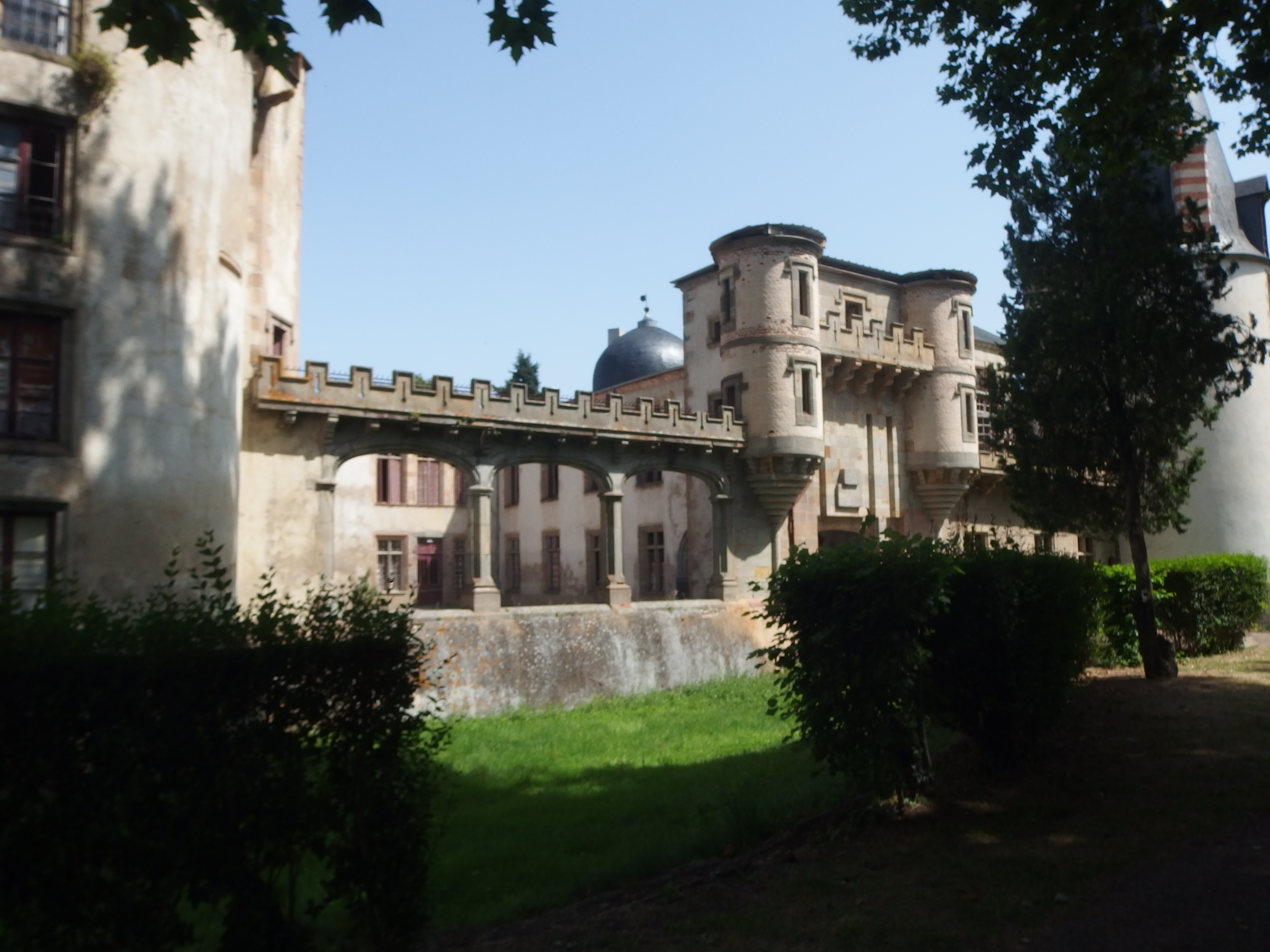
Vue générale de l'entrée.
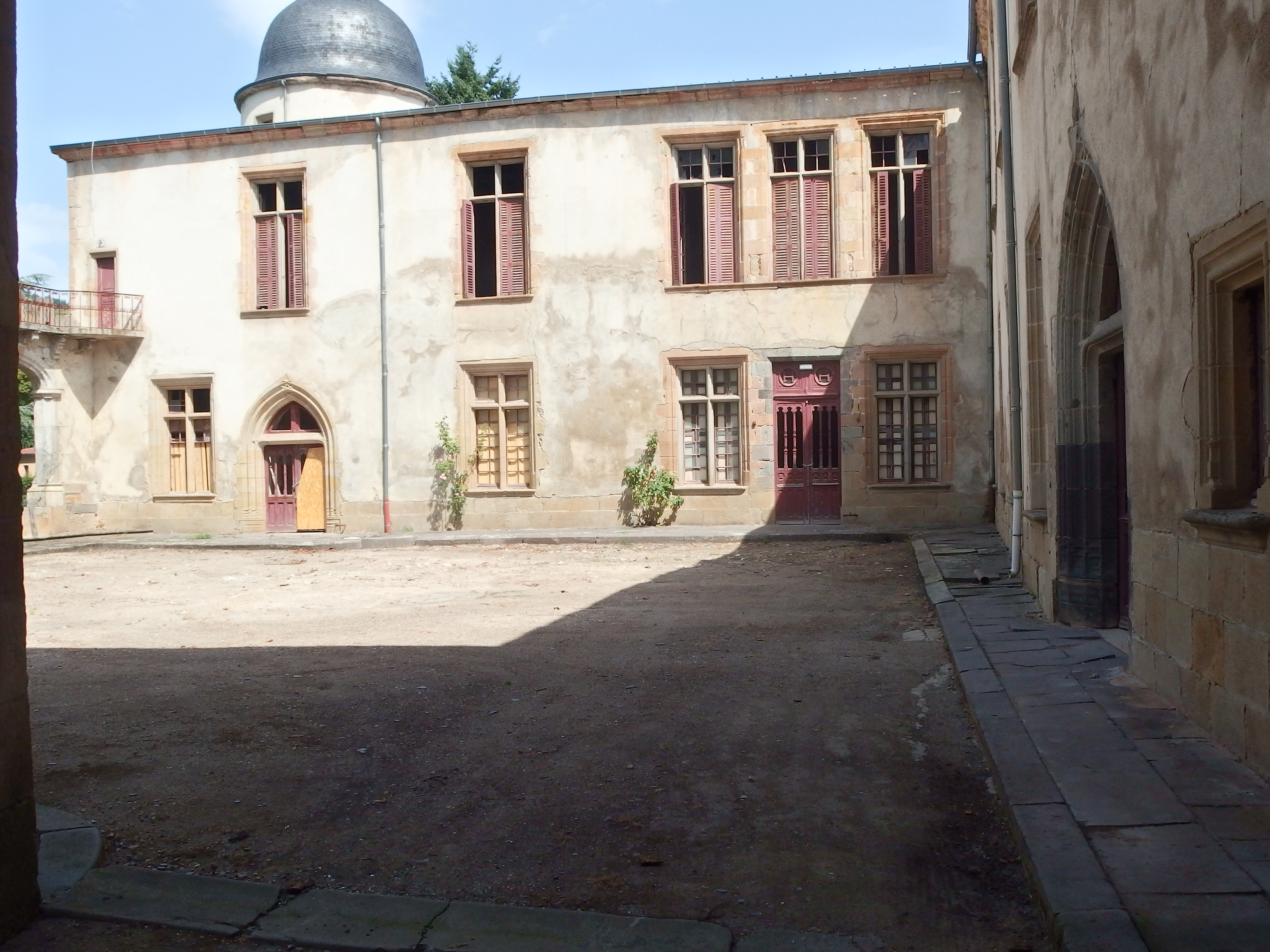
Cour intérieure.
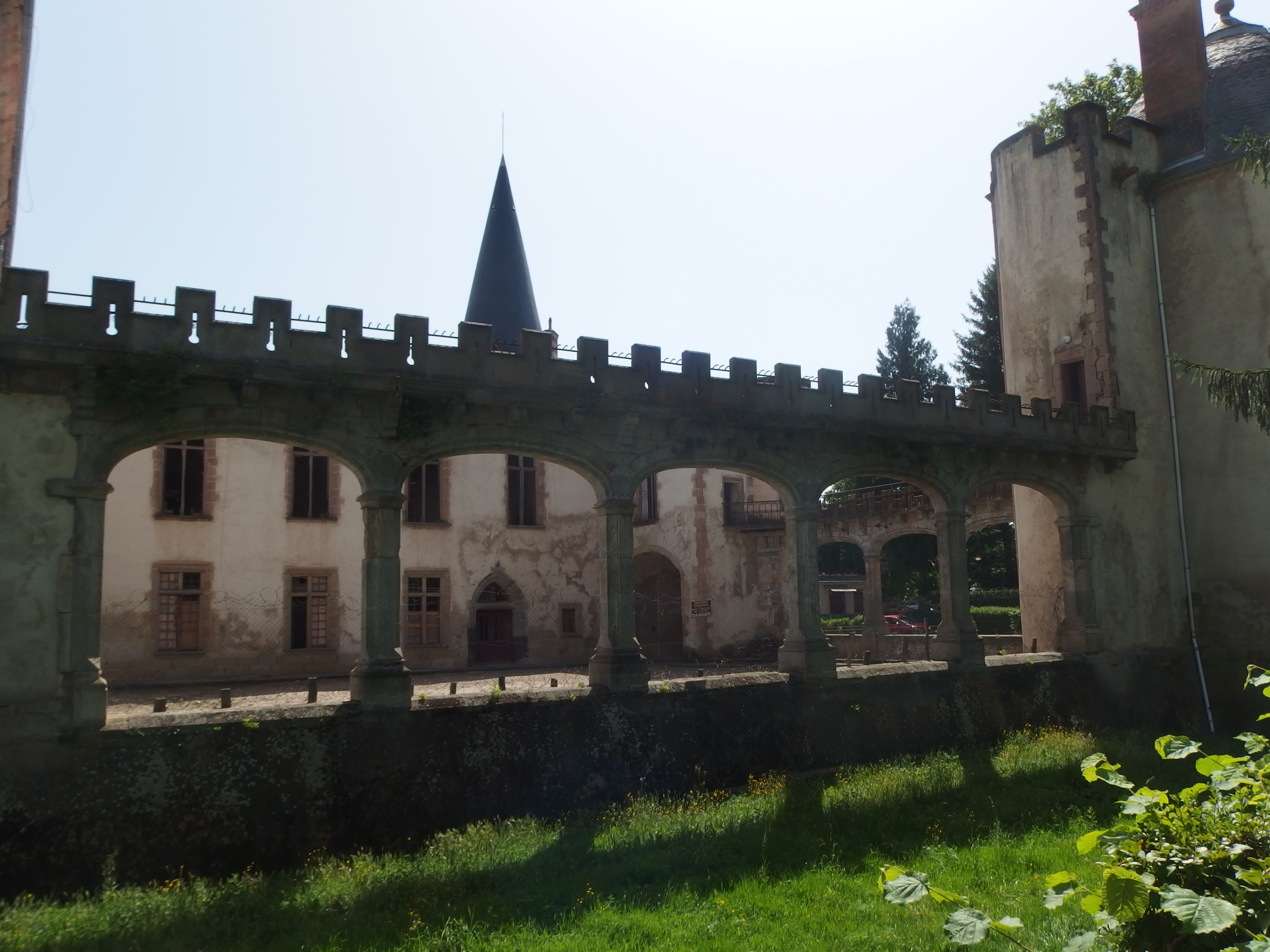
Chemin de ronde gauche.